# 경폐압
경폐압(transpulmonary pressure) 또는 폐경유 압력은 폐포압과 흉막강 내 흉막내압의 차이이다. 인간의 환기 중에는 압력 기울기(pressure gradient)로 인해 공기가 흐른다.
Ptp = Palv – Pip
Ptp는 경폐압(transpulmonary pressure), Palv는 폐포압(alveolar pressure), 그리고 Pip는 흉막내압(intrapleural pressure)이다.

## 같이 보기
- 순응도 (생리학)
- 이력 현상#호흡 생리학
- 경벽압(벽경유 압력)